# سیارک ۳۸۰۲۰
سیارک ۳۸۰۲۰ (به انگلیسی: 38020 Hannadam، نامگذاری:1998MP) سی و هشت هزار و بیستمین سیارک کشف شده‌است که در ۱۷ ژوئن ۱۹۹۸ کشف شد.